# Ugo Facco De Lagarda
Ugo Facco De Lagarda (Venecia, 7 de octubre de 1896 – Venecia, 21 de octubre de 1982) fue un escritor italiano.

## Biografía
Ugo Facco fue el último de los seis hijos de Francesco Facco. Estudió contabilidad para después trabajar como funcionario en una compañía naviera. También fue director de una oficina bancaria durante treinta años, lo que no le impidió colaborar en periódicos y revistas literarias desde muy pronto. 
Ugo Facco De Lagarda participó como oficial cadete en la Primera Guerra Mundial y al finalizar el conflicto publicó su primer poemario Amaritudo (1919).  A este le siguieron otros poemarios, que se alternaron con novelas, cuentos y otros textos de género mixto. Dos de estos libros, Aguardiente (1935) y la obra La parábola del semidiós (1941), fueron prohibidos por el Gobierno fascista. Durante la Segunda Guerra Mundial colaboró con la Resistencia y en 1944 fue detenido por la República de Salò.
Acabada la guerra, tuvo una intensa actividad narrativa (Maddalena, Il Golfo Nottetto, La Grande Olga, Il commissario Pepe). En este período le golpearon dos muertes graves: la pérdida de su esposa y la de una de sus hijas. A pesar de todo, obtuvo algunos reconocimientos como el premio literario «Nino Savarese» del Ayuntamiento de Enna (1962). En 1968 recibió la Osella d'Oro como figura meritoria de la ciudad de Venecia. 

## Obras

### Poesía
- Amaritudo, Ferrara, Taddei, 1919.
- Le calze de seda, Ferrara, Taddei, 1920.
- Le ultime poesie (con lo pseudónimo «Ugo Sardonico»), Ferrara, Taddei, 1923.
- Anteo, Bologna, Cappelli, 1933.
- Dieci liriche nuove, Venezia, Poligrafiche, 1935.
- Canto minore, Venezia, Zanetti, 1937.
- Ridotta Effe, Venezia, Ongania, 1943.
- Poema chiuso, Venezia, Edizioni del Sempreverde, 1948.
- Vecchie poesie, Venezia, Edizioni del Sempreverde, 1972.

### Prosa y teatro
- Abele, Venecia, Zanetti, 1931.
- Aguardiente, Bolonia, Cappelli, 1935.
- Parabola del semidio, Bolonia, Cappelli, 1941.
- Maddalena, Venecia, Ongania, 1945.
- Il golfo notturno, Venecia, Stamperia editrice, 1951.
- Il borgo addormentato, Roma, Il Mondo, 1950.
- Marciano allegri, Milán, Rizzoli, 1953.
- Le figlie inquiete, Milán, Bompiani, 1956.
- La grande Olga, Turín, Einaudi, 1958.
- Cronache cattive, Milán, Feltrinelli, 1961.
- Le nozze di Carla, Roma, Il Mondo, 1964.
- Il commissario Pepe, Vicenza, Neri Pozza, 1965.
- Morte dell'impiraperle, Venecia, Evi, 1967.
- Il villino dei pioppi, Bolonia, 1967.
- La giornata del re, en «Ridotto - Rivista mensile di cultura e di vita teatrale», año 19°, núm. 2 (febrero 1969), pp. 63–81.
- Cronistoria dei fatti d'Italia (1900-1950), Milán, Pan, 1975.
- Poesie scelte (1918-1978), Venecia, Helvetia, 1979.